# Харисон (Тенеси)
Харисон (енгл. Harrison) насељено је место без административног статуса у америчкој савезној држави Тенеси.

## Демографија
По попису из 2010. године број становника је 7.769, што је 139 (1,8%) становника више него 2000. године.
| Група             | 2000.         | 2010.         |
| Белци             | 6.391 (83,8%) | 5.783 (74,4%) |
| Афроамериканци    | 987 (12,9%)   | 1.540 (19,8%) |
| Азијати           | 53 (0,7%)     | 91 (1,2%)     |
| Хиспаноамериканци | 89 (1,2%)     | 184 (2,4%)    |
| Укупно            | 7.630         | 7.769         |